# Catedral basílica de Florida

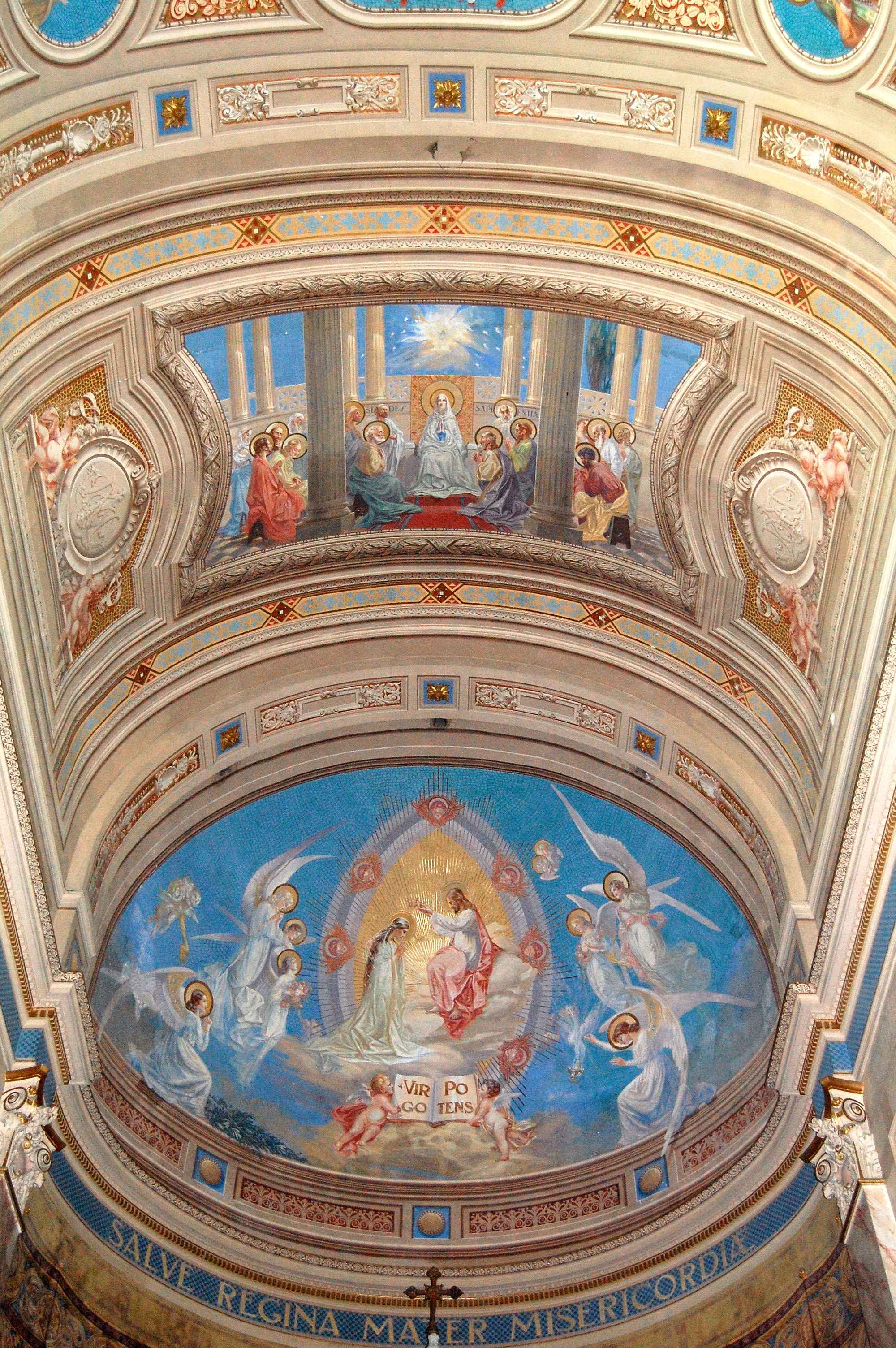
Techo de la Catedral-Basílica de Florida

La Catedral Basílica de Florida y Santuario Nacional de la Virgen de los Treinta y Tres Orientales se levanta en la ciudad de Florida, capital del departamento homónimo. En esta catedral se resguarda la imagen de la Virgen de los Treinta y Tres Orientales, una advocación mariana de la Virgen María de origen uruguayo, la cual es considerada patrona del país. 
La basílica es de estilo arquitectónico neorrenacentista, en la basílica se realizan misas y llegan miles de fieles a pedir favores y agradecer a la virgen de los Treinta y Tres Orientales. 

## Arquitectura
Este templo se levanta en uno de los puntos más elevados de la ciudad de Florida; es de estilo neorrenacentista con elementos grecorromanos. Está custodiado por dos torres de 60 metros cada una, coronadas por cúpulas revestidas de azulejos blancos y azules. 

## Historia
En la fachada del templo se leen dos fechas importantes: 1805, año en que la Capilla de Nuestra Señora del Luján del Pintado (esa era su denominación original) fue elevada a la condición de Parroquia; y 1887, año en que se colocó la piedra fundamental para la construcción del templo actual que estado construido y 1894. Sobre la puerta principal de acceso se lee la inscripción en latín Domus Dei nostri (en español: Casa de nuestro Dios).
La imagen de la Virgen de los Treinta y Tres, es de 36 cm y estudios han comprobado que es de cedro paraguayo, según la tradición oral uruguaya la virgen se apareció en una madera en el rancho del indio Antonio Díaz, quien ante el asombro dejó a la virgen en la actual basílica entregándosela al párroco quien en ese momento mandó a construir la urna de cristal en la cual se resguarda la imagen. 

Desde 1956 constituye la sede de la Diócesis de Florida.
El 8 de mayo de 1988, el papa Juan Pablo II visitó esta Catedral.